# Nanningia zhangi
Nanningia zhangi là một loài nhện trong họ Tetragnathidae.
Loài này thuộc chi Nanningia. Nanningia zhangi được miêu tả năm 1997 bởi Zhu, Kim & Song.